# روبرت هنتر (لاعب غولف)
روبرت هنتر (بالإنجليزية: Robert Hunter)‏ هو لاعب غولف أمريكي، ولد في 20 نوفمبر 1886 في شيكاغو في الولايات المتحدة، وتوفي في 28 مارس 1971 في سانتا باربارا في الولايات المتحدة.

## وصلات خارجية
- روبرت هنتر على موقع أوليمبيديا (الإنجليزية)